# Wybory prezydenckie w Rwandzie w 2017 roku
Wybory prezydenckie w Rwandzie w 2017 roku – odbyły się 4 sierpnia 2017. Trzeci raz z rzędu wygrał urzędujący prezydent Paul Kagame, zdobywając ponad 98% głosów poparcia.

## Podłoże
Referendum przeprowadzone w 2015 roku zatwierdziło poprawki do obowiązującej konstytucji, które umożliwiły prezydentowi Kagame ubieganie się o trzecią kadencję w 2017 roku. Jednocześnie wyborcy zdecydowali o skróceniu kadencji prezydenckiej z siedmiu do pięciu lat, chociaż ta ostatnia zmiana wejdzie w życie dopiero w 2024 roku.

## System wyborczy
Prezydent Rwandy wybierany jest w jednej turze względną większością głosów.

## Wyniki wyborów
Według oficjalnych wyników, opublikowanych przez komisję wyborczą 4 sierpnia 2017, prezydent Paul Kagame wygrał wybory, z wynikiem 98,79% głosów poparcia. Drugi w kolejności kandydat, Philippe Mpayimana, otrzymał 0,73% głosów. Frekwencja wyborcza wyniosła 98,15%.
- Wyniki wyborów prezydenckich:

| Kandydat - Partia polityczna | Kandydat - Partia polityczna                          | Liczba głosów | %      |
| ---------------------------- | ----------------------------------------------------- | ------------- | ------ |
|                              | Paul Kagame – Rwandyjski Front Patriotyczny (RPF)     | 6 675 472     | 98,79% |
|                              | Philippe Mpayimana – niezależny                       | 49 031        | 0,73%  |
|                              | Frank Habineza – Demokratyczna Partia Zielonych (DGP) | 32 701        | 0,48%  |
| Głosy nieważne               | Głosy nieważne                                        | 12 310        |        |
| Razem                        | Razem                                                 | 6 769 514     | 100%   |
| Źródło:                      |                                                       |               |        |